# Andrena macra
Andrena macra är en biart som beskrevs av Mitchell 1951. Andrena macra ingår i släktet sandbin, och familjen grävbin. Inga underarter finns listade i Catalogue of Life.